# Liu Xiang (ostacolista)
Liu Xiang (刘翔S, Liú XiángP; Shanghai, 13 luglio 1983) è un ex ostacolista cinese, vincitore della medaglia d'oro nei 110 metri ostacoli alle Olimpiadi di Atene 2004, nonché campione mondiale a Osaka 2007.
Il 27 agosto 2004 ha eguagliato il record del mondo dei 110 metri ostacoli, detenuto dal britannico Colin Jackson con 12"91. Il primato è stato poi migliorato da Xiang l'11 luglio 2006 a Losanna con il tempo 12"88. Tale record è rimasto imbattuto fino al 12 giugno 2008, quando il cubano Dayron Robles si impossessò del primato del mondo con 12"87; ora il record appartiene ad Aries Merritt con il tempo di 12"80 ottenuto a Bruxelles il 7 settembre 2012.

## Biografia
La prima affermazione importante della carriera agonistica di Liu Xiang fu la vittoria nei 110 hs alle Universiadi di Pechino nel 2001. L'anno dopo si impose come miglior atleta asiatico della specialità: vinse i campionati asiatici e stabilì il nuovo record continentale, nonché record mondiale giovanile, di 13"12 al Grand Prix IAAF di Losanna.
Nel 2003 arrivarono per lui le prime medaglie mondiali, il bronzo nei 60 metri ostacoli ai mondiali indoor di Birmingham e un altro bronzo sui 110 hs ai mondiali all'aperto di Parigi; in entrambe le rassegne il titolo mondiale fu vinto dallo statunitense Allen Johnson.
Nel 2004 Liu Xiang migliorò il piazzamento ai mondiali al coperto, conquistando la medaglia d'argento ancora una volta dietro ad Allen Johnson. Con un oro olimpico e sette titoli mondiali all'attivo, Johnson era da quasi un decennio il grande protagonista degli ostacoli alti, e uno dei favoriti per la vittoria alle Olimpiadi di Atene. A sorpresa, lo statunitense finì eliminato al secondo turno di qualificazione per essere inciampato in una barriera e non aver concluso la prova. Nella finale olimpica, il 27 agosto, fu Liu Xiang ad imporsi fermando il cronometro a 12"91, eguagliando così il record mondiale stabilito da Colin Jackson nel 1993. Era la prima volta che un atleta non nero scendeva sotto il limite dei 13" nei 110 hs. Il distacco sugli avversari fu ragguardevole: 27 centesimi sul secondo, lo statunitense Terrence Trammell (13"18), e 29 centesimi sul terzo, il cubano e campione olimpico uscente Anier García (13"20).
Nel 2005 Liu Xiang si confermò campione asiatico ai campionati continentali. Ai campionati del mondo di atletica leggera 2005 fu secondo (13"08) ad un centesimo dal francese Ladji Doucouré (13"07), e davanti ad Allen Johnson (13"10).
L'11 luglio 2006, in occasione del meeting di Losanna, ha vinto i 110 hs con il tempo di 12"88, migliorando di 3 centesimi il precedente record mondiale che deteneva ex aequo con Colin Jackson. Anche il secondo classificato della gara, lo statunitense Dominique Arnold, è sceso sotto il precedente primato, avendo corso in 12"90.
Il 31 agosto 2007 ai Mondiali svolti ad Osaka, in Giappone, Liu Xiang ha conquistato il suo primo titolo di campione del mondo, facendo registrare il tempo di 12"95.
Alle Olimpiadi di Pechino del 2008 si ritira dalla gara dei 110 hs durante una batteria preliminare a causa di un problema al tendine d'Achille.
Esordisce nella stagione del 2011 nella seconda tappa della Diamond League a Shanghai, vincendo la gara in 13"07, davanti all'americano David Oliver (13"18).
Durante la sua prima gara delle Olimpiadi di Londra cade sul primo ostacolo infortunandosi nuovamente al tendine d'Achille, come quattro anni prima a Pechino, ed è quindi costretto al ritiro. Prima di abbandonare lo stadio, però, decide di concludere il percorso baciando inoltre l'ultimo ostacolo presente nella sua corsia. Gli spettatori presenti allo stadio, colpiti dalla forza di volontà dell'atleta, gli dedicano una standing ovation.

## Curiosità
Il nome proprio dell'atleta, Xiang, in Cina, come in altri paesi dell'estremo oriente segue sempre il nome di famiglia Liu, in questo caso, che significa "(colui) che plana".

## Record nazionali

### Seniores
- 110 metri ostacoli: 12"88 ( Losanna, 11 luglio 2006)
- 50 metri ostacoli indoor: 6"44 ( Liévin, 28 febbraio 2004)
- 60 metri ostacoli indoor: 7"41 ( Birmingham, 18 febbraio 2012)

## Progressione

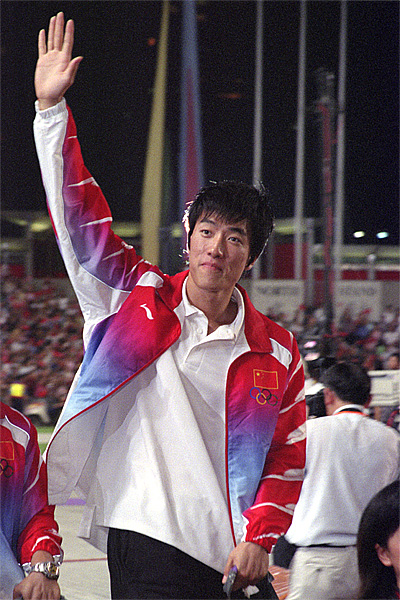
Liu Xiang nel 2004.

### 110 metri ostacoli
| Stagione | Risultato | Luogo    | Data       | Rank. Mond. |
| -------- | --------- | -------- | ---------- | ----------- |
| 2012     | 12"97     | Shanghai | 19-5-2012  | 1º          |
| 2011     | 13"00     | Eugene   | 4-6-2011   | 2º          |
| 2010     | 13"09     | Canton   | 24-11-2010 | 3º          |
| 2009     | 13"15     | Shanghai | 20-9-2009  | 8º          |
| 2008     | 13"18     | Pechino  | 24-5-2008  | 7º          |
| 2007     | 12"92     | New York | 2-6-2007   | 1º          |
| 2006     | 12"88     | Losanna  | 11-7-2006  | 1º          |
| 2005     | 13"05     | Shanghai | 17-9-2005  | 5º          |
| 2005     | 13"05     | Losanna  | 5-7-2005   | 5º          |
| 2004     | 12"91     | Atene    | 27-8-2004  | 1º          |
| 2003     | 13"17     | Losanna  | 1-7-2003   | 3º          |
| 2002     | 13"12     | Losanna  | 2-7-2002   | 4º          |
| 2001     | 13"32     | Shanghai | 6-5-2001   | 13º         |
| 2000     | 13"75     | Santiago | 19-10-2000 | 90º         |
| 1999     | 14"19     | Shanghai | 17-4-1999  | 322º        |

## Palmarès
| Anno | Manifestazione      | Sede       | Evento   | Risultato  | Prestazione | Note                                     |
| ---- | ------------------- | ---------- | -------- | ---------- | ----------- | ---------------------------------------- |
| 2000 | Mondiali juniores   | Santiago   | 110 m hs | 4º         | 13"87       |                                          |
| 2001 | Mondiali            | Edmonton   | 110 m hs | Semifinale | 13"51       |                                          |
| 2001 | Universiadi         | Pechino    | 110 m hs | Oro        | 13"33       |                                          |
| 2002 | Campionati asiatici | Colombo    | 110 m hs | Oro        | 13"56       |                                          |
| 2002 | Giochi asiatici     | Pusan      | 110 m hs | Oro        | 13"27       |                                          |
| 2003 | Mondiali indoor     | Birmingham | 60 m hs  | Bronzo     | 7"52        |                                          |
| 2003 | Mondiali            | Parigi     | 110 m hs | Bronzo     | 13"23       |                                          |
| 2004 | Mondiali indoor     | Budapest   | 60 m hs  | Argento    | 7"43        | Record asiatico                          |
| 2004 | Giochi olimpici     | Atene      | 110 m hs | Oro        | 12"91       | Record mondiale                          |
| 2005 | Mondiali            | Helsinki   | 110 m hs | Argento    | 13"08       |                                          |
| 2005 | Campionati asiatici | Incheon    | 110 m hs | Oro        | 13"30       |                                          |
| 2006 | Giochi asiatici     | Doha       | 110 m hs | Oro        | 13"15       |                                          |
| 2007 | Mondiali            | Osaka      | 110 m hs | Oro        | 12"95       |                                          |
| 2008 | Mondiali indoor     | Valencia   | 60 m hs  | Oro        | 7"46        | Miglior prestazione personale stagionale |
| 2008 | Giochi olimpici     | Pechino    | 110 m hs | Batteria   | dnf         |                                          |
| 2009 | Campionati asiatici | Canton     | 110 m hs | Oro        | 13"50       |                                          |
| 2010 | Mondiali indoor     | Doha       | 60 m hs  | 7º         | 7"65        | Miglior prestazione personale stagionale |
| 2010 | Giochi asiatici     | Canton     | 110 m hs | Oro        | 13"09       | Miglior prestazione personale stagionale |
| 2011 | Campionati asiatici | Kōbe       | 110 m hs | Oro        | 13"22       | Record dei campionati                    |
| 2011 | Mondiali            | Taegu      | 110 m hs | Argento    | 13"27       |                                          |
| 2012 | Mondiali indoor     | Istanbul   | 60 m hs  | Argento    | 7"49        |                                          |
| 2012 | Giochi olimpici     | Londra     | 110 m hs | Batteria   | dnf         |                                          |

## Altre competizioni internazionali
2003
- 4º alle IAAF World Athletics Final ( Monaco), 110 metri ostacoli - 13"27

2006
- Oro alle IAAF World Athletics Final ( Stoccarda), 110 metri ostacoli - 12"93
- Argento in Coppa del mondo ( Atene), 110 metri ostacoli - 13"03
- Oro all'Athletissima ( Losanna), 110 m hs - 12"88